# آنا-ماریا مولر
آنا-ماریا مولر (انگلیسی: Anna-Maria Müller؛ ۲۳ فوریه ۱۹۴۹ – ۲۳ اوت ۲۰۰۹) لژسوار اهل آلمان بود.